# Bătrâna
Bătrâna is een Roemeense gemeente in het district Hunedoara.
Bătrâna telt 161 inwoners.